# Ghetto di Ferrara
Il ghetto di Ferrara fu istituito con editto del Cardinale Cennini datato 23 agosto 1624, in una delle zone più antiche della città, a poca distanza dalla cattedrale e dal Castello Estense. Fu chiuso definitivamente nel 1859. 

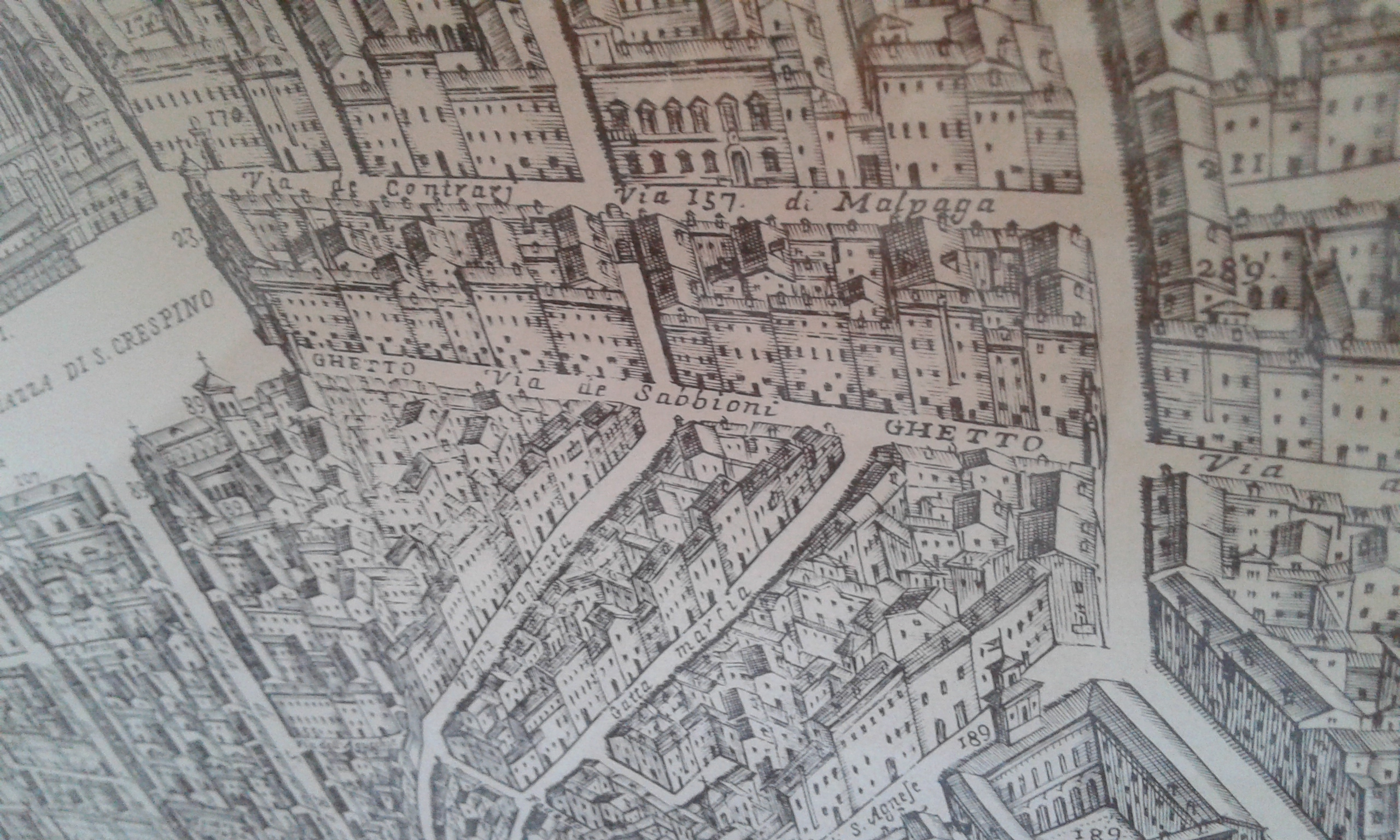
Il ghetto, da una stampa di Andrea Bolzoni del 1747

## La storia
La presenza ebraica a Ferrara precede di secoli l'istituzione del ghetto. Quando esso fu imposto nel 1627 circa 1.500 ebrei vivevano a Ferrara. La chiusura del ghetto durò oltre un secolo. Le porte che l'occupazione francese aprì nel 1796 si richiusero nel 1826, anche se con regole meno rigide, fino all'unità d'Italia del 1861.

## Il ghetto durante il fascismo
Anche dopo la sua chiusura rimase il centro della vita della comunità ebraica di Ferrara, che Giorgio Bassani immortalò nei suoi romanzi, Il giardino dei Finzi-Contini e Cinque storie ferraresi. Dopo il 1938, con l'entrata in vigore delle Leggi razziali fasciste, la situazione degli ebrei in tutta Italia mutò in modo radicale. In particolare, a Ferrara, continuarono ad arrivare ebrei anche da altre province pensando di trovare un ambiente più sicuro (grazie alla presenza di Italo Balbo, amico di Renzo Ravenna e da sempre molto aperto verso la comunità ebraica), si iniziò a denunciare il “nemico ebreo” nascosto nella società, ed il ghetto, di fatto, ritornò in funzione.

## Situazione

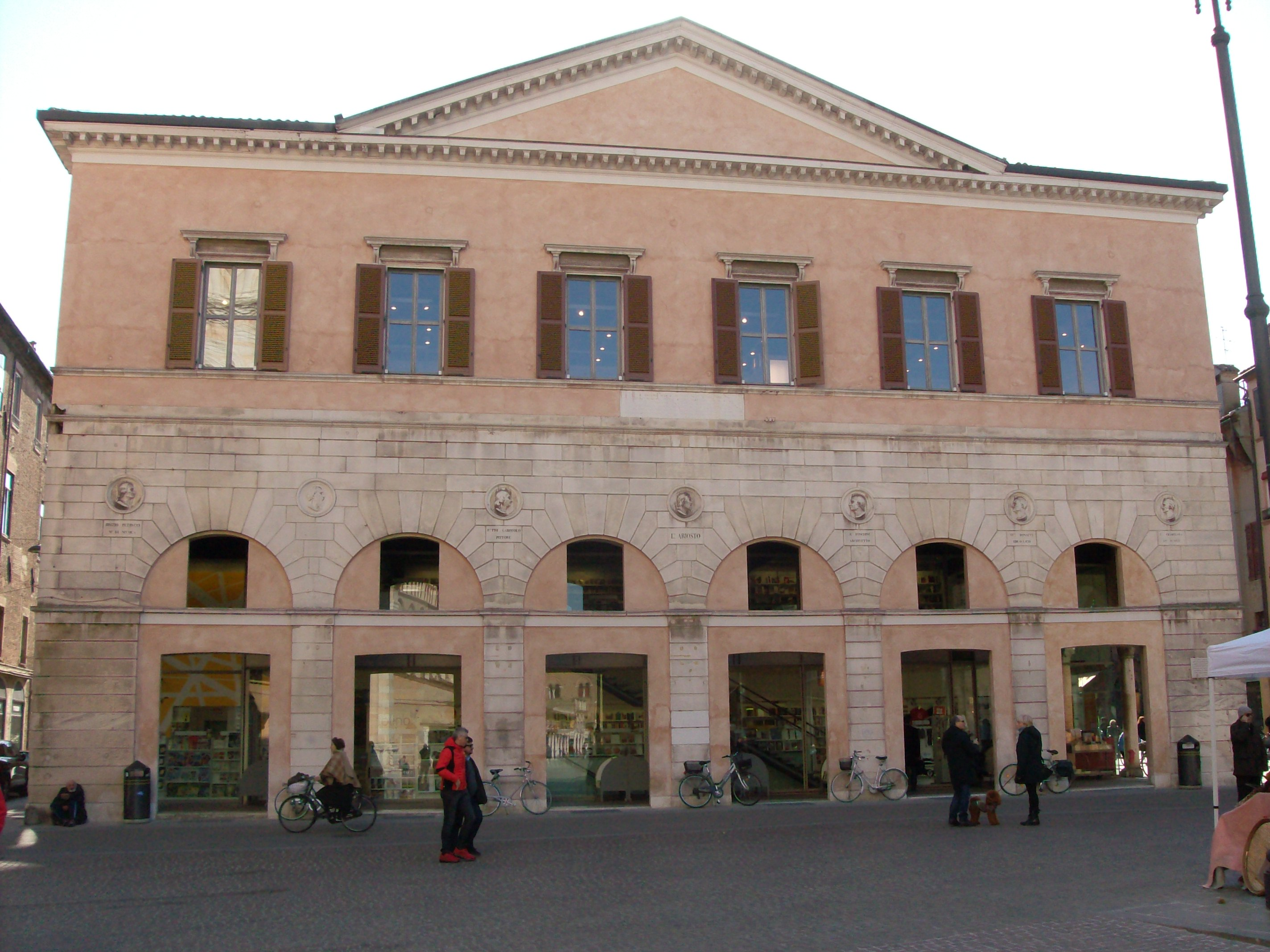
L'Oratorio San Crispino dove gli ebrei erano costretti ad assistere a funzioni religiose

Il quartiere ebraico ha mantenuto in larga misura la sua struttura e i suoi caratteri originari. Dalla piazza della cattedrale ha inizio via Mazzini (già via Sabbioni), la strada principale del ghetto, tipica fino alla seconda guerra mondiale per i suoi vecchi negozi. Al suo imbocco era collocato uno dei cinque cancelli di chiusura. Lo ricorda una lapide sull'edificio dell'ex-oratorio di San Crispino, dove gli ebrei dovevano riunirsi per le prediche coatte. Un altro cancello era posto alla fine della strada (all'incrocio con via delle Scienze). Su via Mazzini 95 si trovano, in un edificio in uso alla comunità ebraica di Ferrara sin dal 1485, le tre sinagoghe ferraresi, le uniche sopravvissute tra quelle esistenti nel ghetto, con l'annesso Museo ebraico.
Da via Mazzini si passa in via Vignatagliata, con i suoi antichi edifici trecenteschi. Al n.33, due lapidi ricordano il medico e filosofo Isacco Lampronti, al n.44 vi era un tempo il forno delle Azzime e al n.79 la scuola che dopo le leggi razziali del 1938 ospitò i ragazzi ebrei espulsi dalle scuole statali e dove insegnò anche Giorgio Bassani.
Sono invece del Cinquecento o posteriori gli edifici delle altre vie del Ghetto: via Vittoria (già via della Gattamarcia), via Torcicoda, vicolo Vignatagliata e piazzetta Lampronti. In fondo a via Vignatagliata e a via Vittoria erano collocati due altri cancelli di ingresso al ghetto e il quinto chiudeva l'accesso a via Contrari. In via Vittoria al n.39 sorgeva la scola spagnola poi chiusa e riadattata ad abitazione privata. Nell'atrio di ingresso rimangono le lapidi che onoravano le offerte dei benefattori.